# Bacile
Der Bacile war ein griechisches Volumenmaß auf den Ionischen Inseln. Es war ein Maß für Salz und  Getreide. Baccille (andere Schreibweise) war ein Flächenmaß  auf der Insel Zakynthos und entsprach dem Misura, dem Ackermaß und Tagwerk.

## Getreidemaß
- Kefalonia 1 Bacile =  2487 Pariser Kubikzoll = 49,332 Liter entsprach 80 Pfund peso grosso/Schwere Pfund
- Ithaka 1 Bacile = 1776 2/5 Pariser Kubikzoll = 35 6/25 Liter
  - 1 Moggio = 5 Bacile
- Zakynthos 1 Bacile = 2220 3/5 Pariser Kubikzoll = 44,05 Liter
  - 1 Staro = 2 Bacile = 27 Oken beim Weizen

## Salzmaß
- 1 Bacile = 64 Pfund peso grosso